# Ксавер Шарвенка

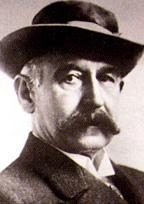
Ксавер Шарвенка

Ксавер Шарвенка (Ксавер Теофіл Франц Шарвенка, нім. Xaver Theophil Franz Scharwenka, 6 січня 1850, Замтер, Позен, Пруссія — 8 грудня 1924, Берлін, Веймарська республіка) — німецький композитор, піаніст і педагог польсько-чеського походження. Молодший брат композитора і музичного педагога Філіпп Шарвенка (1847—1917) і дядьком композитора і органіста Вальтера Шарвенка (1881—1960).

## Життєпис
Ксавер Шарвенка народився в сім'ї архітектора і хоч його зацікавлення до музики проявилося ще в ранньому дитинстві, він вивчав її в домашніх умовах самотужки ще в Позені. І тільки у 15-річному віці вступив до Нової академії музики (нім. Neue Akademie der Tonkunst) у Берліні, де навчався у її засновника — Теодора Куллака (фортепіано) та Ріхарда Вюрста (Richard Wüerst, композиція).

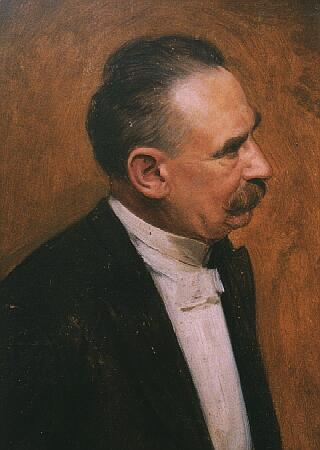
Портрет Ксавера Шарвенка.
Антон фон Вернер. 1915

У 1868–1874 роках уже сам викладав фортепіано в Академії Куллака, а в 1869 році дебютував як піаніст-виконавець. Виступав з концертами в Берліні та інших містах Німеччини, а з середини 1870-х років і по всій Європі. У середині 1880-х років Шарвенка почав інтенсивно виступати як диригент з творами Бетховена, Ліста, Берліоза та Шопена.
1881 року Шарвенка заснував у Берліні Консерваторію Шарвенка (Scharwenka-Konservatorium), директором якої був до 1890 року. З 1893 року цей музичний заклад став називатися Консерваторією Кліндворта-Шарвенка (нім. Klindworth-Scharwenka-Konservatorium). З 1891 по 1898 рік Шарвенка працював у Музичній школі Шарвенка в Нью-Йорку (Scharwenka Music School in New York City).
Після численних концертних турів по США, у 1898 році він повернувся назад до Німеччини. У 1907 році вийшла його «Методика гри на фортепіано» (нім. Methodik des Klavierspiels), а в 1922 році автобіографія «Звуки з мого життя» (нім. Klänge aus meinem Leben). У 1914 році він заснував разом з Вальтером Петцетом (Walter Petzet) нову школу музики в Берліні, на цей раз для піаністів.

## Твори

### Інструментальна музика

#### Оркестрові твори і концерти
- Увертюра до мінор (1869)
- Симфонія мі-бемоль мажор, (1875), втрачена
- Концерт для фортепіано № 1 сі-бемоль мінор [Архівовано 16 вересня 2020 у Wayback Machine.], тв.32, (1869—1873)
- Концерт для фортепіано №  2 до мінор [Архівовано 6 жовтня 2020 у Wayback Machine.], тв. 56 (1879—1881)
- Симфонія до мінор, тв. 60, (1882), прем'єра 2003
- Концерт для фортепіано № 3 до-дієз мінор [Архівовано 2 листопада 2020 у Wayback Machine.], тв. 80, (1889)
- Концерт для фортепіано № 4 фа мінор [Архівовано 6 жовтня 2020 у Wayback Machine.], тв. 82, (1907-08)

#### Камерна музика
- Фортепіанне тріо фа-дієз мажор, тв. 1, (1868)
- Соната ре мінор для скрипки і фортепіано, тв. 2, (1869)
- Струнний квартет соль мінор (до 1875)
- Фортепіанний квінтет фа мажор, тв. 37, (1876/1877)
- Фортепіанне тріо ля мінор, тв. 45, (1877—1879)
- Соната для фортепіано та віолончелі мі мінор, тв. 46 (1877)
- Серенада соль мажор для фортепіано та скрипки, тв. 70

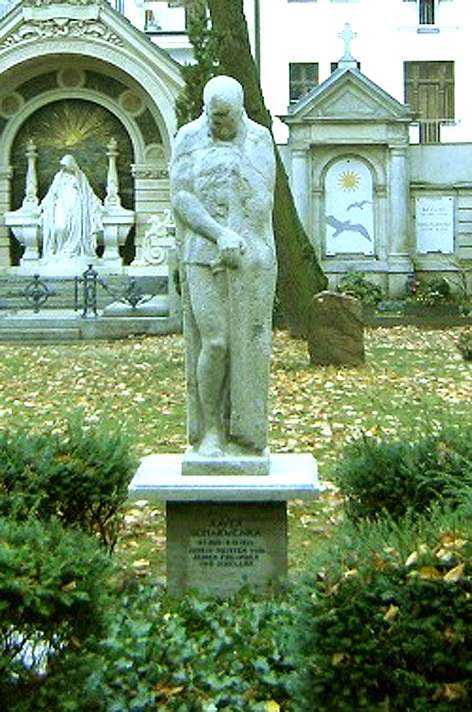
Могила Ксавера Шарвенка в Берліні

#### Фортепіанна музика
- П'ять польських національних танців, тв. 3, (1870)
- Скерцо соль мажор, тв. 4
- Історії на фортепіано, ор. 5
- Соната до-дієз мінор, тв. 6, (1871)
- Баркарола мі мінор, тв. 14, (1874)[2]
- Експромт ре мажор, тв. 17
- Вальс-каприс ля мажор, тв. 31, (1875/76)
- Romanzero, тв. 33, (1876 г.)
- Соната мі-бемоль мажор, тв. 36, (1876/77)
- Тема з варіаціями, тв. 48, (1879)
- Сонатіна мі мінор, тв. 52
- Чотири польських народних танці, тв. 58, (1879)
- Варіації на оригінальну тему в до мажор, тв. 83, (1913)